# Gouvernement Lublin
Het gouvernement Lublin (Russisch: Люблинская губерния, Lioeblinskaja goebernija, Pools: Gubernia lubelska) was een gouvernement (goebernija) van Congres-Polen. De hoofdstad was Lublin. 

## Geschiedenis
Het gouvernement Lublin ontstond in 1837 uit het woiwodschap Lublin. Het gouvernement had dezelfde grenzen en dezelfde hoofdstad als het woiwodschap.
Na de hervormingen van 1844 werd het gouvernement Lublin onderdeel van het gouvernement Podlasie. Bij de hervormingen van 1867 werden de hervormingen van 1844 ongedaan gemaakt.
In 1912 ging het grondgebied van het gouvernement Lublin op in het nieuwe gouvernement Cholm.